# ギヴ・アップ・ザ・ゴースト

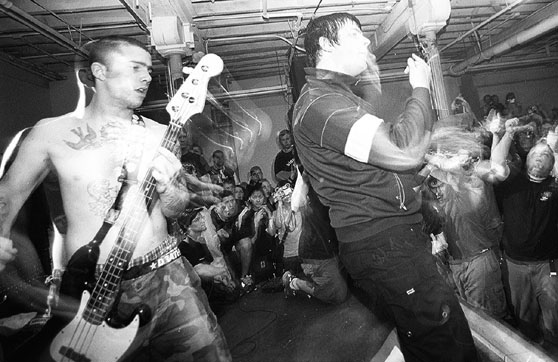

ギヴ・アップ・ザ・ゴースト (Give up the ghost) は1998年に結成されたマサチューセッツ州のハードコア・バンド。
いわゆるモダン・ハードコア / ニュースクール・ハードコアの原型を作ったバンドとして、2000年代以降のハードコア・シーンの潮流を作り上げたとされる。元はアメリカン・ナイトメア名義で結成されたが、2003年にフィラデルフィアの同名バンドとの裁判に敗れ、ギヴ・アップ・ザ・ゴーストと改名。2004年には個人的な事情という公式発表により解散。

## メンバー
- Wes Eisold (vocals)
- Tim Cossar (guitar)
- Brian Masek (guitar)
- Jarvis "Josh" Holden (bass)
- Alex Garcia-Rivera (drums)

### 元メンバー
- Jesse "Standhard" Gustafson (bass)
- Matt Woods (bass)
- Jarod Alexander (drums)
- Jesse Van Diest (drums)
- Azy Relph (guitar)
- Zachary Wilson (bass)
- Frank Iero (guitar)
- Nate Helm (drums)